# Aldbourne
Aldbourne – wieś w Anglii, w hrabstwie Wiltshire. Leży 46 km na północ od miasta Salisbury i 104 km na zachód od Londynu. W 2020 miejscowość liczyła 1850 mieszkańców.